# Dicranotopis zenata
Dicranotopis zenata är en insektsart som beskrevs av Logvinenko 1969. Dicranotopis zenata ingår i släktet Dicranotopis och familjen sporrstritar. Inga underarter finns listade i Catalogue of Life.